# Barrolândia
Barrolândia is een gemeente in de Braziliaanse deelstaat Tocantins. De gemeente telt 5.322 inwoners (schatting 2009).